# テレマート
テレマート（英商号：Telemart Corp, Inc）はかつて存在した通信販売会社。1991年3月に佐々木賢治が（株）日南として設立し、1993年8月にテレマートへ商号を変更した。全国的には主にラジオ媒体を中心として広告展開をしていたが、関西・東北・九州ではテレビショッピング・新聞紙面でのショッピングも展開していた。取り扱い商品には健康、美容に関するものが多かった。ピーク時には全国45のAM局、39のFM局で1日に約250本を提供していた（帝国データバンク記事より）。2008年2月に民事再生法の適用の適用を申請したが、6月に再生手続を廃止して破産。

## 創業者・佐々木賢治について
各種媒体によると、1983年（昭和58年）に弁護士資格がないのに倒産会社の会社整理などの法律事務を行ったとして弁護士法違反容疑で逮捕された過去がある。また、2005年に経営破綻し、粉飾決算で金融機関から43億円の融資を引き出していたことが発覚し破産手続中の宝石卸会社を巡っての関与も浮上した。

## 見せ金増資事件
2007年2月1日、大阪府警は、仮想の「見せ金」で資本金を払い込み、債権回収会社設立を虚偽登記した容疑で、テレマート社長の佐々木賢治らを逮捕したと発表。
逮捕発表後より、テレビ、ラジオによる同社の通販コーナーが中止された。ラジオの場合、局により別番組を入れて対応する、5分程度BGM（パワープレイ等）を流して対応するといった措置が取られた後再開された。しかしその余波は大きく、一部の局は以下のようにテレマートラジオショッピングからの撤退を表明した。
- μFM - 6:50テレマートラジオショッピング⇒マルコメカラダが喜ぶ朝ごはん
- 文化放送 - 5:15テレマートラジオショッピング⇒通販物語
- FM FUJI - 番組終了後のテレマートラジオショッピング⇒レディオショッパーズナビ（番組内）
- BAYFM - 平日08:51及び18:50テレマートラジオショッピング⇒はなまる生活ラジオショッピング、直前番組BAY LINE 7300の5分拡大
- Inter FM - フィラー⇒快適生活ラジオショッピング（ライフサポート）・放送時間拡大・ミニ番組に分裂。

## 排除命令
2007年5月18日、公正取引委員会は、同社が販売していた豪州産サーロインステーキセットが、牛脂肪や調味料を注入した加工肉であり、その旨が表示されている一方で、「きめ細かなサシ」とも謳われていることが、消費者に対して天然肉であるかのような誤解を与える可能性があり、その行為は景品表示法に違反するとして、同社に対し排除命令を出した。その後、同年6月9日、同社はホームページに排除命令に対する公示を掲載し、その中で謝罪を行った。

## 倒産
2008年2月14日、大阪地方裁判所に民事再生法適用を従業員に申請され、同日中に保全命令及び弁済禁止保全処分を受けた。東京商工リサーチによると負債総額は約40億円とされ、民事再生法の適用を申請した従業員にテレマートは給与未払金があった。なお、従業員が申立人となるのは極めて珍しいケースとされる。2008年4月22日、大阪地裁が事業譲渡を許可したことによって、（株）ダイ・コーポレーション（大阪市）が100%出資する（株）アクレスにテレマートの通信販売事業が移管されたことが明らかとなった。また、5月にアクレスが発行した転換社債型新株予約権付社債（2億円）をJASDAQ上場のセプテーニ・ホールディングスが全額引き受けた。6月に再生手続を廃止して破産手続開始となった。